# Adouz
Adouz (arabisch أدوز, Zentralatlas-Tamazight ⴰⴷⵓⵣ) ist ein Vorort der Stadt Beni-Mellal in Marokko. 
Das Dorf liegt am Fuß des Berges Tasmit in einer Höhe von 832 m rund 3,5 km östlich von Beni-Mellal. 
Adouz hat 604 Einwohner (Stand: 1994).